# Marcel Meuter
Marcel Meuter (9 april 1933 - Jumet, 23 augustus 1998) was een Belgisch volksvertegenwoordiger.

## Levensloop
Marcel Meuter was beroepshalve leraar.
Van 1971 tot 1974 was hij voor het Rassemblement Wallon tevens lid van de Kamer van volksvertegenwoordigers in het arrondissement Charleroi. Tevens was hij gemeenteraadslid van Jumet.